# Arrora Depaune
Arrora Depaune (ur. w 1988) – nauruańska lekkoatletka.
W 2007 roku, skacząc na wysokość 1,25 m, zdobyła srebrny medal (ex aequo z dwiema zawodniczkami) zawodów Tri-rigger Championships 2007 (zawody, w których rywalizują tylko sportowcy z Nauru i Kiribati). Przed tymi zawodami ustanowiła rekord Nauru z wynikiem 1,26. Ten wynik jest również juniorskim rekordem kraju.

## Rekord życiowy
- Skok wzwyż – 1,26 m (3 kwietnia 2007, Yaren), rekord Nauru (seniorek i juniorek)[4]